# Alive Behind the Green Door
Alive Behind the Green Door è l'album live d'esordio dei Flogging Molly, pubblicato nel 1997.
L'album contiene due cover, mentre le altre canzoni sono scritte dai Flogging Molly; inoltre, alcune di queste verranno successivamente registrate in studio e incluse nei lavori successivi della band.

## Tracce
Tutte le canzoni sono scritte dai Flogging Molly tranne dove indicato
1. Swagger - 2:50
2. Every Dog Has His Day - 4:42
3. Selfish Man - 3:08
4. Never Met a Girl Like You Before - 3:36
5. Laura - 4:40
6. If I Ever Leave This World Alive - 3:44
7. Black Friday Rule - 8:20
8. What's Made Milwaukee Famous (Has Made a Loser Out of Me) (Glenn Sutton) - 2:45
9. Between a Man and a Woman - 4:00
10. De (That's All Right) Lilah (Arthur Crudup, John Barry Mason, David Leslie Reed) - 8:35

## Formazione
- Dave King - voce, chitarra acustica
- Bridget Regan - violino
- Tedd Hutt - chitarra
- Jeff Peters - basso
- George Schwindt - batteria
- Toby McCallum - mandolino